# ایششیکی یوشیمیچی
ایششیکی یوشیمیچی (انگلیسی: Isshiki Yoshimichi; ۱ ژانویهٔ ۱۵۵۰ – ۱ ژانویهٔ ۱۵۷۹) سامورایی در دوره سنگوکو اهل ژاپن بود.
زمانی که قلعه یادا توسط نیروهای خاندان اودا به رهبری هوسوکاوا فوجیتاکا مورد حمله قرار گرفت، سپپوکو (هاراکیری) را مرتکب شد.